# Tobias Koch
Tobias Koch (Eisenstadt, 6 aprile 2001) è un calciatore austriaco, centrocampista del Grazer AK.

## Carriera

### Club
Koch è cresciuto nel settore giovanile dello Sturm Graz, che a partire dal 2018 lo ha assegnato alla seconda squadra in Regionalliga. Il 14 aprile 2019 ha esordito in prima squadra nell'incontro di Bundesliga perso 3-1 contro il Salisburgo.
Nel gennaio del 2020 è stato ceduto in prestito al Lafnitz in seconda divisione. Dopo un breve rientro allo Sturm, nel gennaio del 2021 è stato nuovamente prestato al Lafnitz.
Il 30 giugno 2021 è stato ceduto a titolo definitivo al Blau-Weiß Linz.

### Nazionale
Ha giocato nelle nazionali giovanili austriache Under-15, Under-16, Under-17, Under-18 ed Under-19.

## Statistiche

### Presenze e reti nei club
Statistiche aggiornate al 6 aprile 2024.
| Stagione        | Squadra         | Campionato      | Campionato | Campionato | Coppe nazionali | Coppe nazionali | Coppe nazionali | Coppe continentali | Coppe continentali | Coppe continentali | Altre coppe | Altre coppe | Altre coppe | Totale | Totale | Totale |
| Stagione        | Squadra         | Comp            | Pres       | Reti       | Comp            | Pres            | Reti            | Comp               | Pres               | Reti               | Comp        | Pres        | Reti        | Pres   | Reti   |        |
| --------------- | --------------- | --------------- | ---------- | ---------- | --------------- | --------------- | --------------- | ------------------ | ------------------ | ------------------ | ----------- | ----------- | ----------- | ------ | ------ | ------ |
| 2017-2018       | Sturm Graz II   | RL              | 1          | 0          |                 | -               | -               |                    | -                  | -                  |             | -           | -           | 1      | 0      |        |
| 2018-2019       | Sturm Graz II   | RL              | 22         | 1          |                 | -               | -               |                    | -                  | -                  |             | -           | -           | 22     | 1      |        |
| 2019-gen. 2020  | Sturm Graz II   | RL              | 15         | 1          |                 | -               | -               |                    | -                  | -                  |             | -           | -           | 15     | 1      |        |
| 2018-2019       | Sturm Graz      | BL              | 1          | 0          | CA              | 0               | 0               |                    | -                  | -                  |             | -           | -           | 1      | 0      |        |
| 2019-gen. 2020  | Sturm Graz      | BL              | 1          | 0          | CA              | 0               | 0               | UEL                | 0                  | 0                  |             | -           | -           | 1      | 0      |        |
| gen.-giu. 2020  | Lafnitz         | 2L              | 9          | 0          | CA              | 0               | 0               |                    | -                  | -                  |             | -           | -           | 9      | 0      |        |
| 2020-gen. 2021  | Sturm Graz II   | RL              | 3          | 0          |                 | -               | -               |                    | -                  | -                  |             | -           | -           | 3      | 0      |        |
| 2020-gen. 2021  | Sturm Graz      | BL              | 1          | 0          | CA              | 1               | 0               |                    | -                  | -                  |             | -           | -           | 2      | 0      |        |
| gen.-giu. 2021  | Lafnitz         | 2L              | 15         | 0          | CA              | 0               | 0               |                    | -                  | -                  |             | -           | -           | 15     | 0      |        |
| 2021-2022       | Blau-Weiß Linz  | 2L              | 24         | 3          | CA              | 3               | 0               |                    | -                  | -                  |             | -           | -           | 27     | 3      |        |
| 2022-2023       | Blau-Weiß Linz  | 2L              | 29         | 4          | CA              | 3               | 0               |                    | -                  | -                  |             | -           | -           | 32     | 4      |        |
| 2023-2024       | Blau-Weiß Linz  | BL              | 22         | 1          | CA              | 1               | 0               |                    | -                  | -                  |             | -           | -           | 23     | 1      |        |
| Totale carriera | Totale carriera | Totale carriera | 143        | 10         |                 | 8               | 0               |                    | 0                  | 0                  |             | -           | -           | 151    | 10     |        |

## Palmarès

### Club

#### Competizioni nazionali
- 2. Liga: 1

Blau-Weiß Linz: 2022-2023